# Юзвинський район
Ю́звинський райо́н — колишній район Вінницької округи.

## Історія
Утворений 7 березня 1923 року з центром в Юзвині у складі Вінницької округи Подільської губернії.
Розформований 3 червня 1925 року. Селища Яцківці, Супрунів, Майдан Супрунівський, Пеньківка, Іскрення, Дашківці, Лукашівка, Микулинці, Ріжок-Микулинецький і хутір Закат віднесені до складу Літинського району, решта території — до складу Вінницького району.